# マトウダイ目
マトウダイ目（学名：Zeiformes）は、硬骨魚類の分類群の一つ。2亜目6科で構成され、マトウダイ・カガミダイなど16属34種が記載される。

## 分布・生態
マトウダイ目の魚類はすべて海水魚で、インド洋・太平洋・大西洋など世界中の海に幅広く分布する。主に大陸棚や大陸斜面にかけての海底付近に生息する底生魚のグループで、多くの種類は水深100-300mの範囲、あるいはさらに深度を下げた深海で生活している。

## 形態
マトウダイ目の仲間は体高が大きく、著しく左右に平たい側扁した体型をもつ。口は斜め上を向き、上顎を大きく突き出すことができる。背鰭・臀鰭・胸鰭の鰭条が分枝しないことが、本目魚類に共通する特徴である。背鰭は5-10本の棘条と22-36本の軟条で構成され、ヒシマトウダイ科を除き尾鰭は11本の分枝鰭条からなる。腹鰭の棘条の有無は科によってさまざまで、軟条は5-10本。
第4および第5鰓弓に鰓の開口部をもたない。鋤骨に歯を備える一方、口蓋骨の歯を欠く。眼窩蝶形骨をもたず、後擬鎖骨は頭蓋骨と癒合する。椎骨は30-44個。

## 分類
マトウダイ目にはNelson（2016）の体系において、Cyttoidei 亜目およびマトウダイ亜目の2亜目の下、6科16属33種が認められている。かつてはヒシダイ科を含んでいた。本目が単系統群であるかどうかは長く議論の的とされていたが、ヒシダイ類を除外することによって単系統性を確立したものと考えられている。
マトウダイ目はこれまでスズキ目に極めて近いグループであると考えられてきたが、2000年代に入ってからの分子生物学的解析により、むしろタラ目との類縁が深く、互いに姉妹群の関係にある可能性が示唆されている。約7200万年前の白亜紀後期の地層から、本目魚類の最古の化石（Cretazeidae 科）が見つかっている。

### アシゲマトウダイ亜目 Cyttoidei
アシゲマトウダイ亜目 Cyttoideiは1科1属3種で構成される。かつてはマトウダイ科に所属する1属であったが、Tyler（2003）の検討に基づき独立の亜目とされた。

#### アシゲマトウダイ科 Cyttidae
アシゲマトウダイ科 Cyttidaeは1属3種。大西洋南東部からインド洋、西部太平洋にかけて分布する。
- アシゲマトウダイ属 Cyttus

### マトウダイ亜目

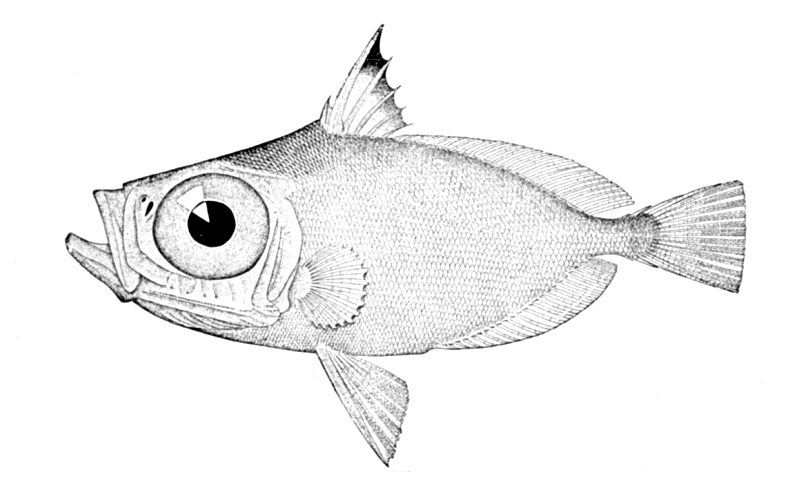
ソコマトウダイ属の1種（Zenion hololepis）

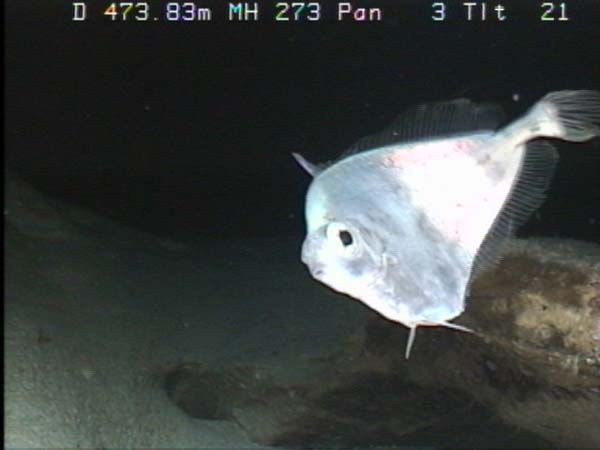
オオヒシマトウダイ Grammicolepis brachiusculus（ヒシマトウダイ科）。水深およそ470mで撮影

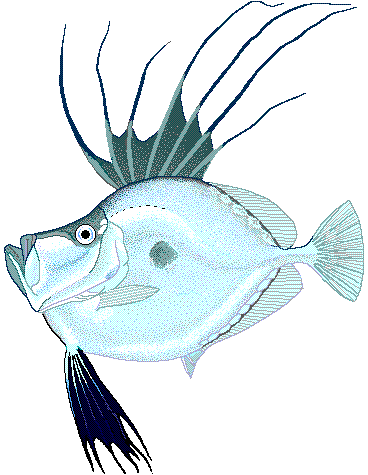
カガミダイ Zenopsis nebulosa（マトウダイ科）。背鰭と腹鰭の鰭膜が細長く糸状に伸びる。マトウダイとは異なり、体側面の黒色斑は不明瞭。口がよくのび、頭部背面は湾入する。

マトウダイ亜目 Zeioidei には5科15属30種が所属する。

#### オオメマトウダイ科
オオメマトウダイ科 Oreosomatidae は4属10種からなる。南極海を含めたほぼ全海洋に分布するが、特に多いのは南アフリカからオーストラリア南部にかけての海域である。生息水深は400-1,800mの範囲で、本目の中では特に深い。体高が極めて高く、眼は非常に大きい。最大で50cmにまで成長する。腹鰭は1本の棘条と5-7本の軟条からなる。
- オオメマトウダイ属 Allocyttus
- ツノマトウダイ属 Neocyttus
- ガクガクギョ属 Oreosoma
- ヒョウマトウダイ属 Pseudocyttus

#### ベニマトウダイ科
ベニマトウダイ科 Parazenidae は2亜科3属4種で構成される。腹鰭には棘条がない。
- ベニマトウダイ亜科 Parazeninae 1属1種。体は側扁し、やや細長い。背鰭は2基あり、前方の背鰭には8本の棘条がある。
  - ベニマトウダイ属 Parazen
- カゴマトウダイ亜科 Cyttopsinae 2属3種。背鰭の棘条は6-7本。
  - カゴマトウダイ属 Cyttopsis
  - カガリビマトウダイ属[6] Stethopristes

#### ソコマトウダイ科
ソコマトウダイ科 Zeniontidae は3属7種からなる。アオマトウダイ属と Capromimus 属はかつてマトウダイ科に所属していた。
- アオマトウダイ属 Cyttomimus
- ソコマトウダイ属 Zenion
- Capromimus 属

#### ヒシマトウダイ科
ヒシマトウダイ科 Grammicolepididae は2亜科3属3種からなる。細長い鱗が特徴である。
- Macrurocyttus 亜科 1属1種。腹鰭は1本の棘条と2本の不明瞭な軟条からなる。背鰭の5本の棘条は非常に強固。
  - Macrurocyttus 属
- ヒシマトウダイ亜科 Grammicolepidinae 2属2種。口は小さく、ほとんど真上を向く。
  - オオヒシマトウダイ属 Grammicolepis
  - ヒシマトウダイ属 Xenolepidichthys

#### マトウダイ科
マトウダイ科 Zeidae は2属7種を含む。成魚では背鰭の鰭膜が著しく長く伸びるものがいる。マトウダイは「バトウ・マト（西日本各地）」「クルマダイ（北陸地方）」など様々な地方名をもち、食味が良いことから食用魚として漁獲される。
- カガミダイ属 Zenopsis
- マトウダイ属 Zeus